# Рембовский, Александр
Александр Рамбовский (8 ноября 1847 — 9 сентября 1906) — российский польский юрист, историк, журналист, библиотекарь
.

## Биография
Среднее образование получил в гимназиях Калиша и Петркува, в 1865 году поступил на юридический факультет Варшавского университета, который окончил со степенью магистра права. Затем поступил в Гейдельбергский университет, где изучал право, экономику, статистику и другие науки. 
В 1872 году окончил университет со степенью доктора философии, вернулся в Варшаву и работал сначала клерком на Варшавско-Венской железной дороге, а затем в суде, дослужившись до секретаря комиссии по правосудию в отделе административного судопроизводства, но в 1876 году вышел в отставку, так как протестовал против русификации судопроизводства в российском Царстве Польском. Двумя годами ранее, в 1874 году, неудачно пытался габилитироваться в Варшавском университете по юриспруденции (его образование в Гейдельберге не было признано достаточным). В 1876—1889 годах был редактором «Библиотеки правовых навыков», в 1891—1892 годах — редактором «Нивы», в 1888—1892 годах заведовал также варшавскими народными читальнями. В 1886—1901 годах заведовал библиотекой Красинских, в 1893—1903 годах редактировал периодическое издание музея Константина Свидзинского. После ухода с государственной службы значительное внимание уделял изучению польской истории и написанию научных трудов.
Главные работы: «О gminie, jéj urządzeniu i stosunku do państwa» (1872), «Die polnische Agrargesetzgebung und Stadtgemeindeordnung von 1791» (Гейдельберг, 1872), «Stanislaw Leszczynski jako stalysta» (1878), «Konfederacja i rokosz, porównanie stanowych konstytucji państw europejskich z ustrojem Rzeczypospolitej Polskiej» (Варшава, 1896; за эту работу был избран членом-корреспондентом Краковской академии наук).